# Hexatricha pulverulenta
Hexatricha pulverulenta là một loài bọ cánh cứng trong họ Cerambycidae.